# ناو برودكشن
ناو برودكشن وتختصر «ناوبرو» (بالإنجليزية: NOW PRODUCTION CO., Ltd.)‏ (باليابانية: ナウプロダクション) ، هي شركة ألعاب فيديو يابانية، أسست سنة 1986م، وكانت شركة تطوير ألعاب الفيديو تستفيد كثيراً من شركات النشر مثل سيغا ة كونامي وكابكوم وغير ذلك.

## وصلات خارجية
- الموقع الرسمي
- Now Production at GDRI: Game Developer Research Institute